# Персеверанс (марсохід)
Марсохід «Персеверанс» або «Персі» (англ. Perseverance — «наполегливість») — марсохід, що виготовлений Лабораторією реактивного руху для використання у місії NASA «Марс 2020». Його створено на основі існуючого ровера «К'юріосіті». Має сім наукових приладів, 23 камери та два мікрофони для вивчення поверхні марсіанського кратера Єзеро. Знаходити нові локації для дослідження марсоходу допомагає роботизований гвинтокрил «Індженьюйті». Посадка на Марс відбулася 18 лютого 2021 року.

## Конструкція марсохода

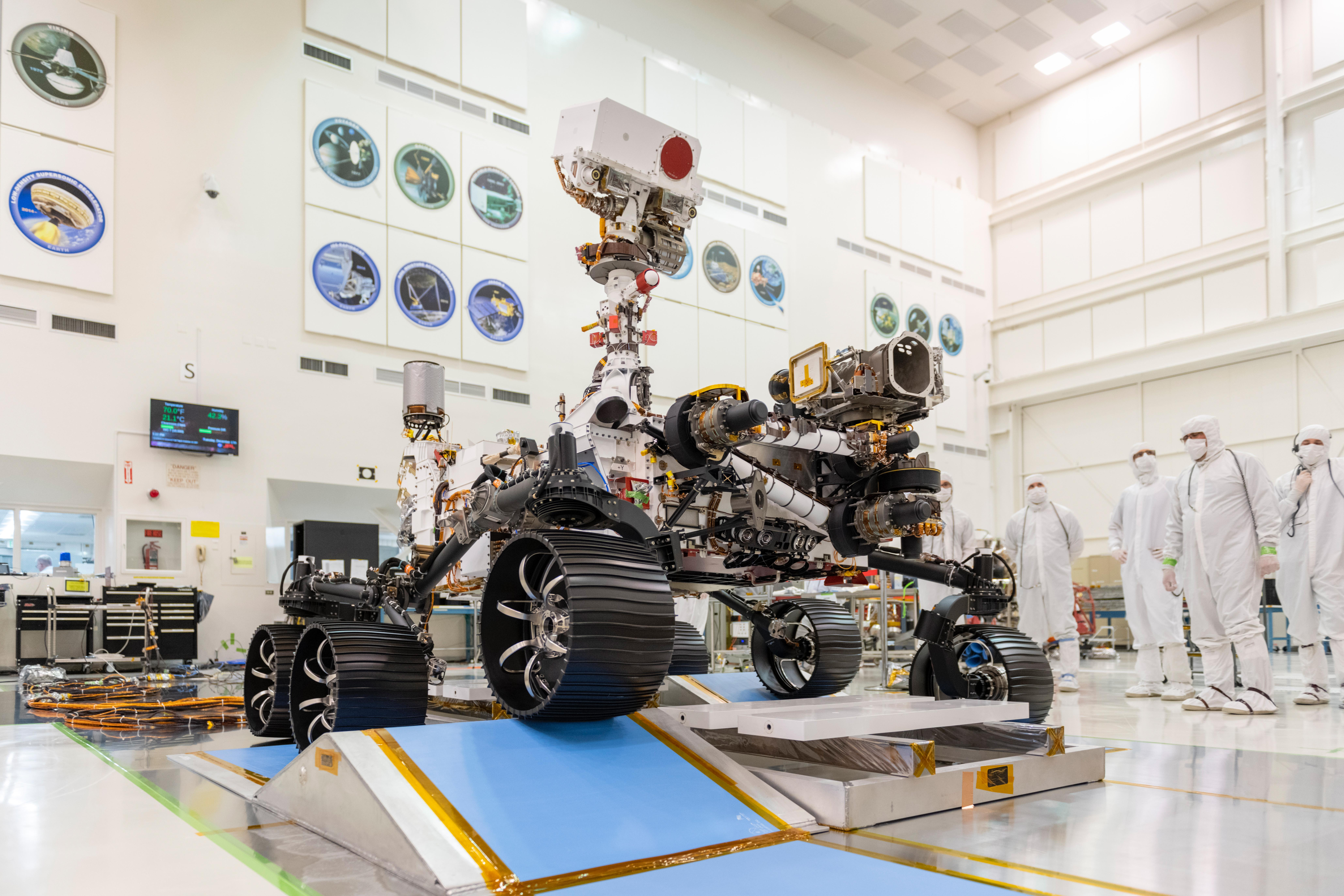
«Персеверанс» у лабораторії 17 грудня 2019 року

Логотип місії

Конструкція марсохода ґрунтується на діючому марсоході «К'юріосіті», але має міцніші колеса з більшою шириною і діаметром (52,5 см проти 50 см у попередника). Вони виготовлені з алюмінію та мають шипи для кращого зчеплення з ґрунтом і титанові спиці для пружинної опори. Інструменти та система збору і збереження зразків, поліпшені колеса роблять цей марсохід важчим, ніж «К'юріосіті», на 17 % (1050 кг проти 899 кг). Марсохід оснащений 2,1-метровою роботизованою рукою, що здатна виконувати різноманітні операції, включно з аналізом геологічних зразків із поверхні Марса. Також ровер містить карту пам'яті із даними осіб, які взяли участь у промоакції НАСА «Надішли своє ім'я на Марс».
Радіоізотопний термоелектричний генератор (РІТЕГ) марсохода важить 45 кг і містить 4,8 кг плутонію, як джерело тепла, яке конвертується в електроенергію. Потужність генератора — 110 Вт під час запуску, з невеликим зменшенням протягом дії місії. Марсохід має два літій-іонні акумулятори, які необхідні для задоволення пікових потреб в енергії, коли для роботи інструментів вимагається більше енергії, ніж генерує РІТЕГ. Передбачається, що РІТЕГ працюватиме 14 років, він був затверджений міністерством енергетики США. На відміну від сонячних панелей він забезпечує значну гнучкість у роботі інструментів марсохода навіть вночі і під час пилових бур та зим.
Марсохід оснащено радіаційно стійким одноплатним комп'ютером на базі процесора RAD750 з частотою 133 МГц та 128 МБ динамічної оперативної пам'яті.

## Прилади марсохода

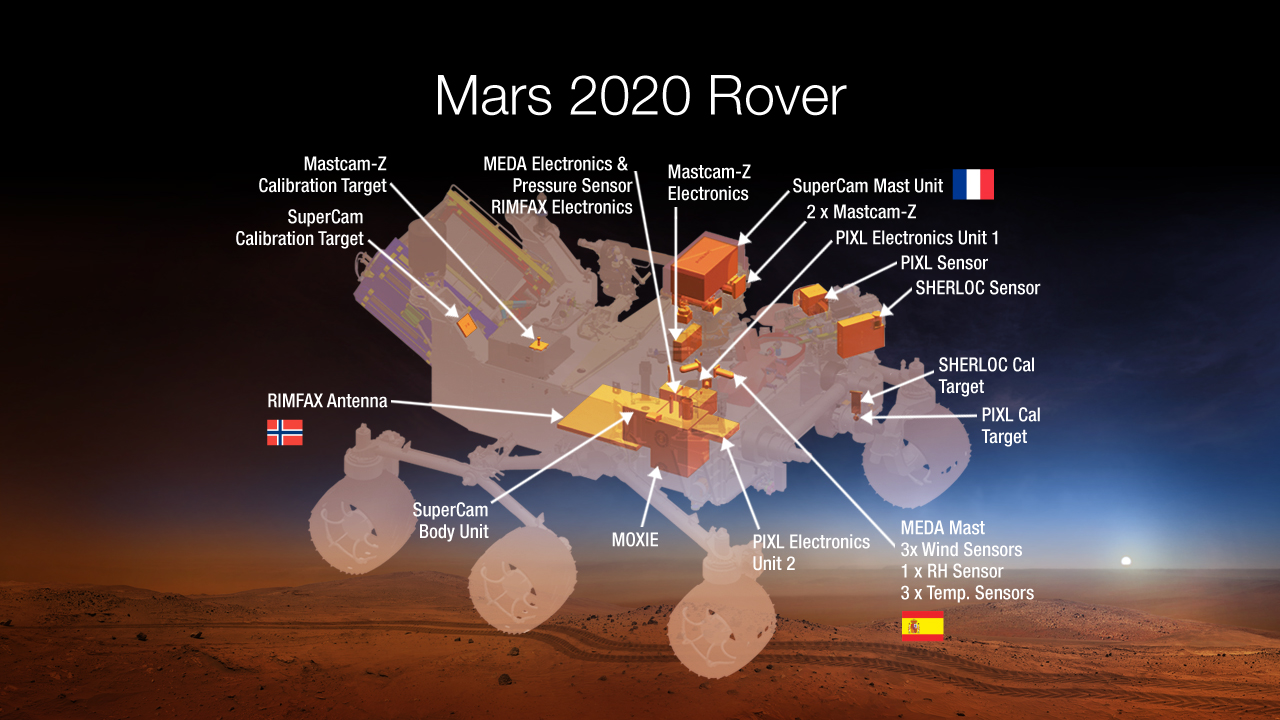
Наукові прилади марсохода «Персеверанс»

NASA виділило $130 млн на 7 наукових приладів ровера, вони були обрані з 60 пропозицій. Остаточний склад приладів був оголошений 31 липня 2014 року. Це:
- Mastcam-Z — удосконалена система камер з можливістю панорамної і стереоскопічної зйомки, а також наближення;
- SuperCam — прилад для фотографування, хімічного та мінералогічного аналізу складу зразків. Має два лазери та чотири спектрометри;
- Planetary Instrument for X-ray Lithochemistry — рентгенофлуоресцентний спектрометр, до складу якого входить також камера високої роздільної здатності для визначення дрібномасштабного хімічного складу елементів матеріалу з поверхні Марса;
- Scanning Habitable Environments with Raman and Luminescence for Organics and Chemicals[en] (SHERLOC) — спектрометр для дрібномасштабної зйомки, що використовує ультрафіолетовий лазер для визначення дрібномасштабного мінерального складу та буде допомагати знаходити органічні складові;
- The Mars Oxygen In-Situ Resources Utilization Experiment  — прилад спробує in situ виробляти кисень із діоксиду вуглецю, який міститься в атмосфері Марса;
- Mars Environmental Dynamics Analyzer — комплект датчиків спеціалізованої метеорологічної станції, для вимірювання температури, швидкості і напрямку вітру, тиску, відносної вологості, розміру і форми частинок пилу;
- Radar Imager for Mars' subsurface experiment (RIMFAX) — підповерхневий радіолокатор, з сантиметровою роздільною здатністю, для вивчення геологічної структури підповерхневих шарів. Розроблений норвезьким Інститутом оборонних досліджень;
- Марсіанський гвинтокрил «Індженьюйті» — роботизований гвинтокрил-розвідник, для дослідження поверхні Марса з метою подальших пересувань ровера, має сонячні батареї і масу 1,8 кг. Може здійснювати польоти не більше 3 хв на день та на відстань не більше 600 м;
- Під час спуску на поверхню, переміщення і збору зразків будуть використовуватися два мікрофони[19][20];
- На ровер встановлено 23 камери[21].

## Перебіг місії

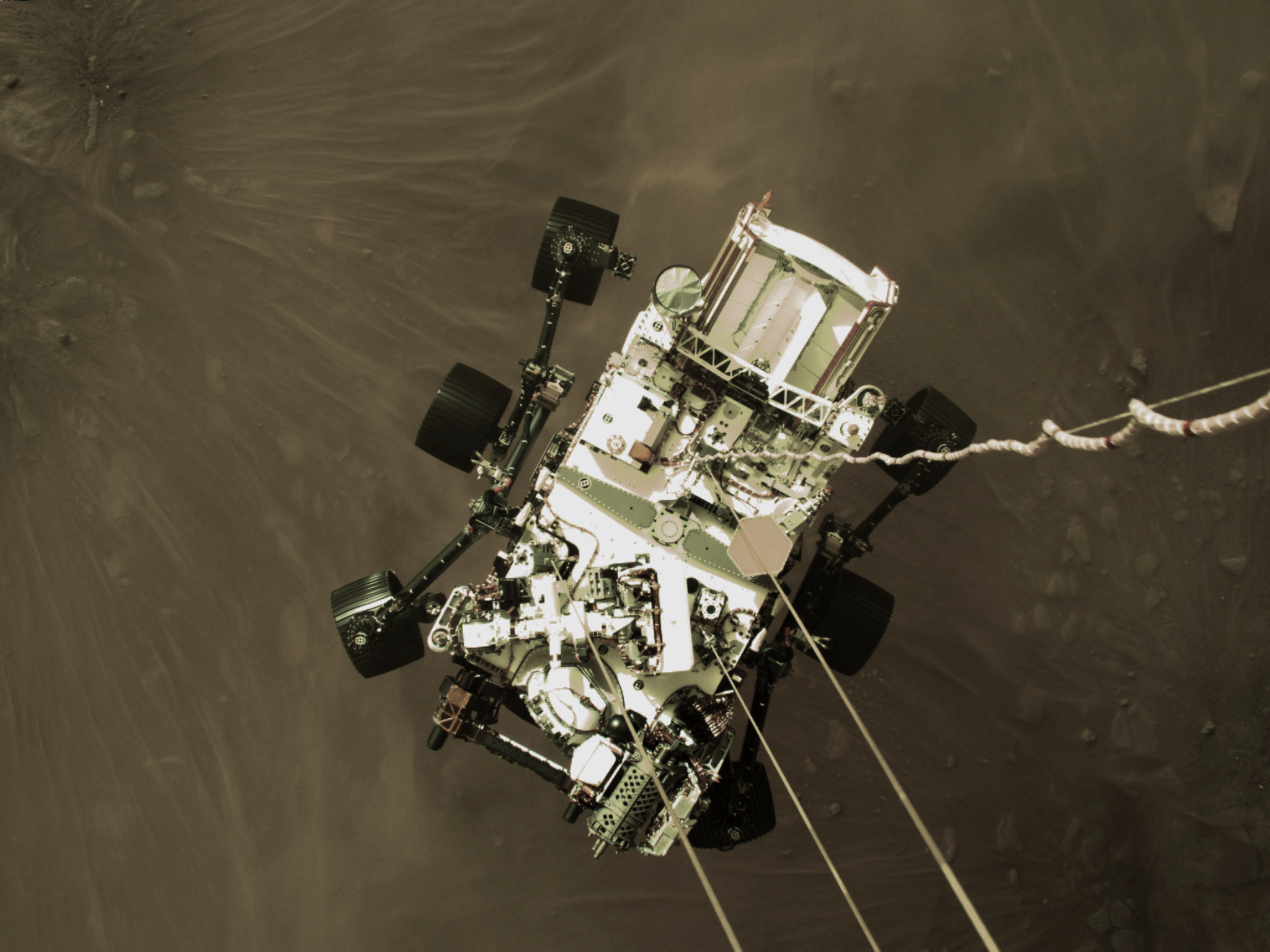
Фото «Персеверанс» з небесного крана

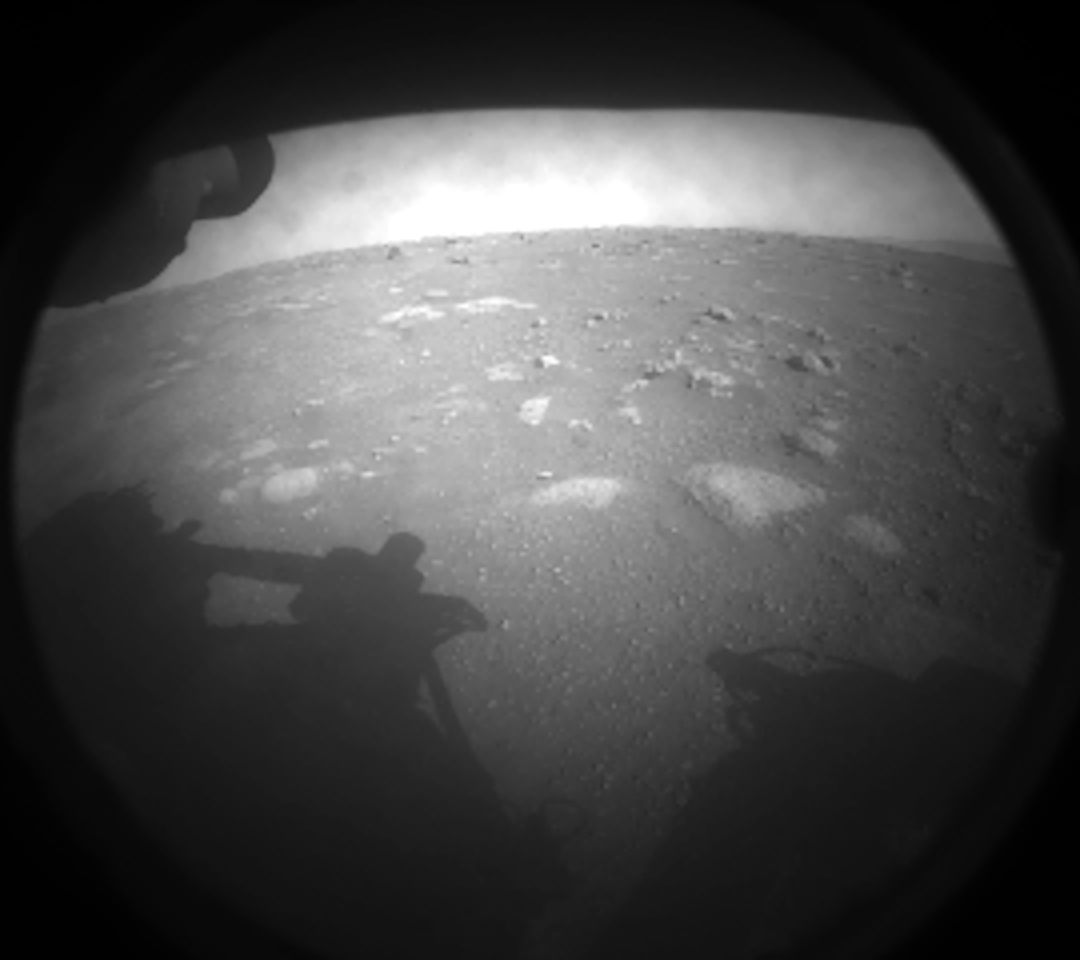
Перше фото, отримане з марсохода

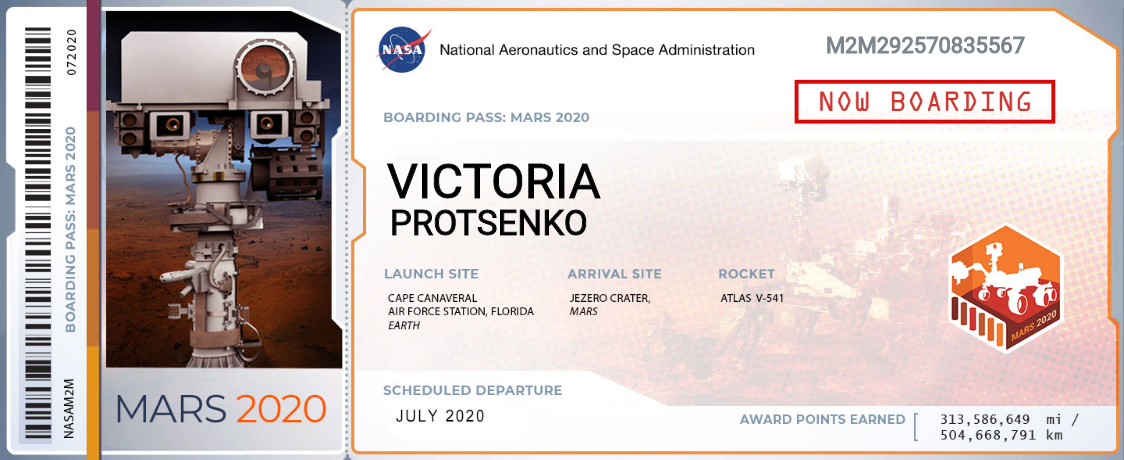
Електронний квиток, наявність якого означає, що ім'я і прізвище його власника записані на карті пам'яті марсохода

Автоматична міжпланетна станція з марсоходом «Персеверанс» і гвинтокрилом «Ingenuity» була запущена США з космічного стартового комплексу 41 на мисі Канаверал у Флориді (США) 30 липня 2020 року, о 7:50 ранку за тихоокеанським часом (11:50 за Гринвічем). Ракета-носій — Atlas V компанії United Launch Alliance (ULA). Станом на жовтень 2020 року вона подолала половину шляху до Марса. Загалом на політ до Марса знадобилося близько семи місяців. Посадка на Марс успішно відбулася 18 лютого 2021 року в кратері Єзеро.
Марсохід «Персеверанс» має зібрати на Марсі зразки породи, які на Землю вивезе спеціальна спільна місія Європейського космічного агентства (ЄКА) і NASA. Її планується відправити до Марса не раніше 2026 року. Однак 15 квітня 2024 року NASA  повідомило, що агентство вже деякий час використовує архітектуру повернення зразків з Марса (MSR), але неодноразові затримки та перевитрати коштів зробили початковий план непрактичним. У зв'язку з цим, NASA почала шукати новий спосіб повернути зібрані зразки з Марса на Землю.

### 2021
«Персеверанс» здійснив спробу забору зразків ґрунту з поверхні планети у серпні 2021 року, однак вона виявилася безуспішною. Перший зразок ґрунту вдалося добути 2 вересня 2021 року, а другий — 9 вересня.
23 вересня марсохід розпочав пошуки місця для паркування, щоб перечекати сонячне з'єднання. Через сонячне сполучення (явище, коли Сонце розташоване між космічним об'єктом та Землею по прямій траєкторії) команда NASA тимчасово втратила зв'язок із марсоходом. Під час з'єднання зірка сильно обмежує роботу радіопередач, у зв'язку з чим «Персеверанс» необхідно було знайти місце, де він перебував до її відновлення.
8 жовтня Лабораторія реактивного руху NASA повідомила, що марсохід «Персеверанс» тимчасово призупинив роботу. Це пов'язано з тим, що Марс та Земля нині перебувають на діаметрально протилежних сторонах від Сонця, і зв'язок із марсоходом підтримувати неможливо. Апарат перечекав сонячне сполучення та в середині жовтня повернувся до роботи, одразу надіславши нові фотографії та аудіозапис з Марса.
8 листопада гвинтокрил «Ingenuity», який прибув до Марса разом з «Персеверанс», здійснив 15-й політ, що тривав довше двох хвилин.
16 та 24 листопада марсохід «Персеверанс» зібрав чергові зразки каменю Марса. Зразок було взято з породи, що була наповнена мінералом олівіном, який відзначається оливково-зеленим кольором. Марсохід взяв два зразки каменю, оскільки в NASA називають це ціллю з «високим рівнем пріоритетності».

### 2022
У грудні марсохід NASA «Персеверанс», вперше в історії, записав звук марсіанського вихора, який називають «пиловим дияволом». Як повідомило онлайн-видання Space.com, йому вдалося записати на мікрофон звук частинок пилу, що стикаються з корпусом марсохода.

### 2023
31 березня марсохід «Персеверанс» пробурив та взяв свою 16-ту пробу зі скелі під назвою «Берія», розпочавши своє останнє завдання, яке передбачає дослідження вершини стародавньої річкової дельти Єзеро. Марсохід застосував дриль на кінці своєї роботизованої руки довжиною 2 м та через 30 хвилин марсохід вже мав шматок марсіанської породи у формі циліндра розміром зі шматок шкільної крейди, який був завантажений на зберігання в одну з 43 титанових трубок для зразків. «Відібраний зразок був безпечно заправлений у живіт „Персеверанс“», — про це оголосило NASA. За словами членів команди місії, зразок висвердлили з каменю, який, імовірно, міг би містити докази стародавнього мікробного життя, якщо життя колись існувало на Марсі. Станом на початок квітня 2024 року, марсохід вже зібрав 19 із запланованих 38 зразків, 16 з яких були зібрані бурінням марсіанських порід.
Доставити на Землю зразки марсіанського ґрунту планують у 2031 році. NASA обрало компанію, яка виготовить легку ракету для доставлення зразків з поверхні Марса, — Lockheed Martin.
19 квітня марсохід «Персеверанс» втратив свого роботизованого гвинтокрила-розвідника «Ingenuity», який, згідно з останніми повідомленнями, не зміг приземлитися у визначеному місці, та зв'язок із ним було втрачено.
20 квітня, згідно з повідомленням NASA, марсохід «Персеверанс» розпочав досліджувати віялоподібний кратер Єзеро, де знайшов всередині великого кратера маленький, схожий на мушлю кратер Бельва. 22 квітня марсохід, який був припаркований на захід від краю кратера, зробив зображення басейну. Виявилося, що кратер Бельва є чудовим прикладом того, скільки відкритої породи може продемонструвати кратер такого типу, і це може допомогти вченим отримати краще уявлення про те, якою місцевість була раніше. Загальноприйнята думка вчених полягає в тому, що цей кратер демонструє піщану косу, яка колись утворювалася тут річкою, але давно висохла.
Дворічне вивчення поверхні Марса закінчилося на початку 2023 року несподіваним відкриттям: у кратері Єзеро знайдені сліди того, що колись було річкою. Під час дослідження рельєфу «Персеверанс» виявив скелі та відкладення, які, на думку вчених, колись були річковим дном. Фахівці NASA пояснили, що знайдена ребриста поверхня — ознака бурхливої течії річки. Наразі вчені намагаються зрозуміти, наскільки великою була ця висохла водна артерія і чи можна її зіставити з відомими річками на Землі. Вони акцентують на тому, що виявлення висохлої водойми на Марсі — чергове свідчення того, що на ньому було життя.
На початку червня, згідно з повідомленням онлайн-видання Space.com, марсохід «Персеверанс» перевершив свій попередній рекорд у перетворенні тонкої атмосфери Марса на джерело кисню. У результаті експерименту було подвоєно попередній рівень виробництва кисню з використанням ресурсів Марса, а саме MOXIE за 58 хвилин досягла швидкості виробництва приблизно 12 грамів кисню на годину, що є приблизно вдвічі більше, ніж очікувалося.
З 10 по 25 листопада, NASA не надсилало жодних команд марсоходу «Персеверанс», адже це був період, коли Марс перебував по інший від Землі бік Сонця. Під час таких розташувань, які називаються сонячними сполученнями Марса, плазма, що викидається із зовнішньої атмосфери Сонця, може перешкоджати зв'язку між двома планетами. Тому NASA та інші агентства, які керують роботами місій на Марсі, тимчасово припиняють надсилати команди в такі періоди (які відбуваються приблизно один раз на 2 роки), щоб не допустити потрапляння спотворених команд і не спричинити проблем. З 5 грудня, коли Марс вийшов із-за Сонця, марсохід «Персеверанс» повернувся до роботи.

### 2024
У лютому на борту марсоходу «Персеверанс» вийшов з ладу лазер зі складу SHERLOC, який застосовувався для випаровування невеликих ділянок породи, що дозволяло аналізувати їх склад за допомогою камер і спектрофотометрів. SHERLOC розташований на кінці роботизованої руки марсоходу, що дозволяє йому наближатися до зразків, щоб запобігти перешкодам для чутливого рамановського спектрометра. Тепер, з відкритою кришкою SHERLOC не може запускати свій лазер або збирати дані спектроскопії.
17 червня, згідно повідомлення онлайн-видання Space.com, марсохід «Персеверанс» відкрив для себе нову частину Марса — Bright Angel. Пристрій зробив цілий ряд фото незвичної місцевості зі світлим ґрунтом. До цього, починаючи з січня 2024 року, марсохід постійно вивчав південну сторону долини Неретва, що вважається скам'янілістю річки Neretva Vallis, яка колись, на переконання вчених, живила кратер Єзеро.
Станом на 15 грудня, марсохід «Персеверанс» завершив надважливий підйом на висоту 500 м та досяг краю кратера Єзеро. Для цього йому довелося протягом 3,5 місяців прямувати нерівною і слизькою місцевістю. Тепер марсохід готується до вивчення найстаріших гірських порід на Марсі віком понад 4 млрд років, які утворилися внаслідок падіння астероїда та були викинуті з надр Марса, сформувавши край кратера.

### 2025
У травні марсохід «Персеверанс» зафіксував унікальне зображення супутника Марса Деймоса. Зображення було отримане за допомогою однієї з навігаційних камер, встановлених на щоглі марсоходу.

## Близнюк марсоходу «Персеверанс»
У листопаді 2021 року NASA почало випробовувати ровер під назвою «Optimism», який є клоном марсоходу «Персеверанс». Ровер тестують на майданчику в Південній Каліфорнії, який імітує марсіанську поверхню. Його ціль — виявити можливі труднощі й межі можливого для «Персеверанс».
Згідно з повідомленням NASA, інженери також удосконалили конструкцію коліс марсохода «Персеверанс», адже він продовжує збирати каміння на ободи своїх коліс і протягом вже довгого часу рухається разом із ними. Ще на початку 2022 року на його передньому лівому колесі з'явився камінь, що залишається там і досі. Тепер у марсохода «Персеверанс» з'явився ще один — більший камінь, який потрапив у переднє праве колесо і також тепер мандрує разом із ровером.

## Інтернет-ресурси
- Mars 2020 [Архівовано 4 червня 2020 у Wayback Machine.] at NASA
- Mars 2020: Overview (2:58; 27 July 2020; NASA) на YouTube
- Mars 2020: LAUNCH of Rover (6:40; 30 July 2020) на YouTube
- Mars 2020: LAUNCH of Rover (1:11; 30 July 2020; NASA) на YouTube
- Чим на Марсі займатимуться Perseverance та Ingenuity? [Архівовано 25 лютого 2021 у Wayback Machine.] на сайті Root Nation [Архівовано 25 лютого 2021 у Wayback Machine.]
- Місія Марс-2020.